# ANNニュースライナー
『ANNニュースライナー』（エイエヌエヌ ニュースライナー）は、テレビ朝日（旧：NETテレビ）系列で1975年3月31日から1993年4月4日までにかけて放送された、お昼のニュース番組である。当時のANNのニュース番組のうち最もネット局が多かった番組だった。
1993年4月5日に平日版が『ザ・ニュースキャスター』に吸収されたのをきっかけに当番組は消滅したが、それ以降も、一部の系列局がニュース部分だけをネットする関係上、形式上は15分間の『ANNニュース』として今日まで存在する。

## 歴代のキャスター
| 1975.3.31 | 1984.9.30 | シフト勤務（担当アナ不明） | シフト勤務（担当アナ不明） |            |
| 1984.10.1 | 1986.9.28 | 高井正憲                   | 戸谷光照1                  |            |
| 1986.9.29 | 1986.12   | 戸谷光照2                  | 田畑祐一1・2               |            |
| 1987.1 | 1987.9.27 | 高井正憲                   | 戸谷光照1                  |            |
| 1987.9.28 | 1988.4.3  | 高井正憲、山口容子         | 寺崎貴司3、曽根かおる3     |            |
| 1988.4.4 | 1989.4.2  | 高井正憲、山口容子         | 山崎正、曽根かおる         |            |
| 1989.4.3 | 1989.10.1 | 三浦智和、山口容子4        | 山崎正、曽根かおる         |            |
| 1989.10.2 | 1992.3.29 | 高井正憲6                  | 山崎正5                    |            |
| 1992.3.30 | 1992.10.4 | 高井正憲6                  | 山上万恵美                 | 山上万恵美 |
| 1992.10.5 | 1993.4.4  | 高井正憲6                  | 小林一枝6                  | 小林一枝6  |
| - 1 1985年4月から『ANNニュースレーダー』を兼務。 - 2 高井の『モーニングショー』担当に伴う変更。 - 3 『ANNニュース&スポーツ』と兼務。 - 4 高井の『ニュースシャトル』担当に伴う変更。 - 5 1991年4月から『530ステーション』と兼務。 - 6 『ANNニュース』も続投。 |           |                            |                            |            |

- 高井正憲は長年昼のANNニュースを担当しており、すべての担当期間を含めると1984年10月1日から1999年4月2日まで13年半キャスターを務めたことになる（『モーニングショー』および『ニュースシャトル』担当に伴い、一時降板した時期を除く）。
- 山崎正が全日本大学駅伝のセンター実況で担当出来ない場合は高井正憲（1989年）・保坂正紀（1990年）が日曜日の代理を務めていた。
- 1985年9月までは不定期で土曜・日曜を中心に横舘英雄・棟方宏一・吉澤一彦などが担当していた時期があった。

## 放送時間
すべて日本時間で記す。
- 平日・土曜…11:45 - 12:00（15分）
- 日曜日…11:50 - 12:00（10分）

※放送期間中に上記の時刻が変更されたことがない。土曜は後半約3分、日曜は後半約2分がローカルニュースだった。この形式は現在昼の『ANNニュース』と変わっていない。

## ネットしていた局
※特筆すべきないものは放送開始から終了まで。系列は放送当時の系列。
●日本テレビのNNN昼のニュースもネットしていた局
| 放送対象地域           | 放送局                    | 系列        | 備考                                                                                               |
| ---------------------- | ------------------------- | ----------- | -------------------------------------------------------------------------------------------------- |
| 関東広域圏             | テレビ朝日（ANB）         | ANN         | 旧：NETテレビ 制作・幹事局                                                                         |
| 北海道                 | 北海道テレビ（HTB）       | ANN         | |
| 青森県                 | 青森放送（RAB）           | NNN/ANN     | ●1977年4月2日から1991年9月30日まで。                                                               |
| 青森県                 | 青森朝日放送（ABA）       | ANN         | 1991年10月1日から終了まで                                                                          |
| 岩手県                 | テレビ岩手（TVI）         | NNN/ANN     | ●1975年3月31日開始から、1975年10月から日曜日は未ネット。 1980年3月29日打ち切り                     |
| 宮城県                 | 宮城テレビ（MTB)          | NNN/ANN     | ●1975年3月31日開始から1975年9月30日まで                                                            |
| 宮城県                 | 東日本放送（KHB）         | ANN         | 1975年10月1日から終了まで                                                                          |
| 秋田県                 | 秋田朝日放送（AAB）       | ANN         | 1992年10月1日から終了まで                                                                          |
| 山形県                 | 山形放送（YBC）           | NNN/ANN     | ●1979年4月1日から6月30日まで ●1980年4月1日から1993年3月31日まで。 1985年12月まで日曜日は未ネット。 |
| 山形県                 | 山形テレビ（YTS）         | ANN         | 1993年4月1日から終了まで                                                                           |
| 福島県                 | 福島中央テレビ（FCT）     | NNN/ANN     | 1975年3月31日開始から1981年9月30日まで                                                             |
| 福島県                 | 福島放送（KFB）           | ANN         | 1981年10月1日から終了まで                                                                          |
| 新潟県                 | 新潟総合テレビ（NST）     | FNN/ANN     | 現：NST新潟総合テレビ 1975年3月31日開始から1983年9月30日まで 1981年3月まではNNNにも加盟            |
| 新潟県                 | 新潟テレビ21（NT21）      | ANN         | 1983年10月1日から終了まで                                                                          |
| 長野県                 | テレビ信州（TSB）         | NNN/ANN     | 1980年10月1日から1991年3月31日まで                                                                 |
| 長野県                 | 長野朝日放送（ABN）       | ANN         | 1991年4月1日から終了まで                                                                           |
| 静岡県                 | 静岡けんみんテレビ（SKT） | ANN         | 現：静岡朝日テレビ（SATV） 1978年7月1日から終了まで 1979年6月まではNNNにも加盟                     |
| 石川県                 | 北陸朝日放送（HAB）       | ANN         | 1991年10月1日から終了まで                                                                          |
| 福井県                 | 福井放送（FBC）           | NNN/ANN     | ●ANNには1989年4月に正式加盟                                                                        |
| 中京広域圏             | 名古屋テレビ（NBN）       | ANN         | |
| 近畿広域圏             | 朝日放送（ABC）           | ANN         | |
| 鳥取県・島根県         | 日本海テレビ（NKT）       | NNN         | ●1975年3月31日開始から、1989年9月30日打ち切り                                                      |
| 広島県                 | 広島ホームテレビ（HOME）  | ANN         | 1986年3月までの略称はUHT                                                                           |
| 山口県                 | 山口放送（KRY）           | NNN/ANN     | ●1978年10月2日から終了まで。日曜日は未ネット。                                                     |
| 香川県 →香川県・岡山県 | 瀬戸内海放送（KSB）       | ANN         | 岡山県では1979年4月1日から放送                                                                     |
| 福岡県                 | 九州朝日放送（KBC）       | ANN         | |
| 長崎県                 | 長崎文化放送（NCC）       | ANN         | 1990年4月1日から終了まで                                                                           |
| 熊本県                 | テレビ熊本（TKU）         | FNN/ANN     | 1975年3月31日開始から1989年9月30日まで 1982年3月まではNNNにも加盟                                  |
| 熊本県                 | 熊本朝日放送（KAB）       | ANN         | 1989年10月1日から終了まで                                                                          |
| 大分県                 | テレビ大分（TOS）         | NNN/FNN/ANN | |
| 宮崎県                 | テレビ宮崎（UMK）         | NNN/FNN/ANN | ANNには1976年4月に正式加盟                                                                         |
| 鹿児島県               | 鹿児島放送（KKB）         | ANN         | 1982年10月1日から終了まで                                                                          |

## 備考
- オープニングのあいさつは『こんにちは。（○曜日の）ニュースライナーです』『こんにちは、お昼のニュースをお伝えします』などキャスターによって分かれていた（長年担当していた高井正憲は両方とも使っていた）。
- 山形放送・名古屋テレビ・朝日放送などでは最終回までエンドカードで1985年9月以前の番組ロゴを使用していた。